# Lærke Kløvedal
Lærke Kløvedal (født 18. september 1978 i København) er en dansk journalist, filmproducer og podcastvært.
Lærke Kløvedal er datter af Troels Kløvedal og sygeplejerske Maiken Kløvedal. Hun blev født på Amager. Hun er opvokset i Thy hvor hun flyttede til med sin mor. Oprindeligt er hun uddannet filmproducer fra Super16. Efter ti år i branchen læste hun til journalist og dimmiterede fra Syddansk Universitet i 2013.
Herefter blev hun ansat i DR som blandt andet vært og redaktionschef. Derefter kom hun til Politiken som madanmelder, hvilket hun fortsat er pr. 2024. I 2019 udviklede hun podcasten Det sidste måltid, der blev produceret af Radio4 og som blev en lyttermæssig succes. Sidste udgave af podcasten, nummer 179, blev sendt i 2024 og havde Christopher som medvirkende.
Sømærke af Lærke Kløvedal er nomineret til Årets Lydbog, Prix Audio 2024 .
Hun er tidligere kæreste med Adam Price som hun har en søn (født 2008) med. Parret gik fra hinanden i 2010. Siden 2013 har hun været samboende med professor og centerleder Peter Bro.

## Filmografi
- Nordkraft (2005, castingassistent)
- Voksne mennesker (2005, producerassistent)
- Cecilie (2007, produktionsassistent)